# 전력산업

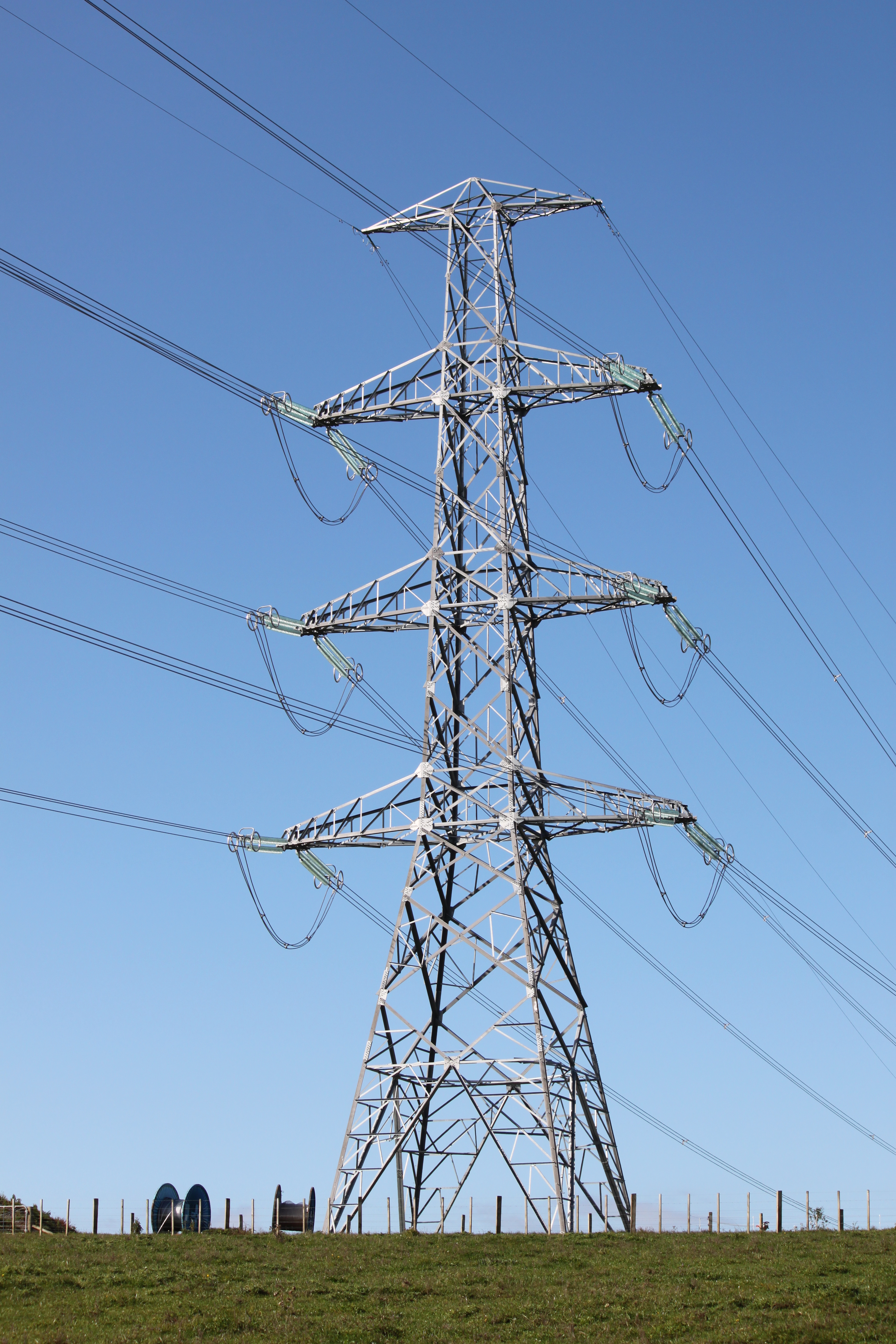

전력산업(electric utility)은 전기에너지를 생산·판매하는 영업행위의 통일체라고 정의할 수 있는데, '전기사업법'에서는 '일반전기사업 및 발전사업'이라고 정의하고 있다. 동법에서 일반전기사업이라 함은 '전기를 발전하거나 타인이 발전한 전기를 구입하여 일반의 수요에 응하여 전기를 공급하는 사업'으로, 발전사업이라 함은 '발전한 전기를 일반전기사업자에게 공급함을 주된 목적으로 하는 사업'으로 각각 규정하고 있다.

## 종류
전력산업은 경영의 주체, 사업의 목적·관점에 따라 다양하게 분류가 가능하나 편의상 다음과 같이 분류한다.

### 사업 목적에 따라
전기사업법에 의하면 전기사업자는 일반전기사업자와 발전사업자로 나뉜다. 일반전기사업자라 함은 그 허가받은 공급구역 안에서 전기 수요자에 대하여 일반전기사업을 영위하는 자를 말하고 발전사업자라 함은 발전사업의 허가를 받은 자로서 일반전기사업자와의 수급계약에 의한 공급조건에 따라 일반전기사업자에 대하여 전기를 생산·공급하는 사업을 영위하는 자를 가리키는데, 한국의 경우 일반전기사업자는 한국전력공사뿐이다. 사업경영체제에 있어서 일반전기사업자는 발전·송전·배전의 전부문에 대해 일관 또는 전담체제를 취하고 발전사업자는 발전·송전의 전담체제를 취하게 된다.

### 경영 주체에 따라
1. 국영전력사업(國營電力事業) ― 전력산업의 경영주체가 국가 스스로에 의한 전력산업 형태를 갖춘 경우이며, 공산제국·영국·프랑스·이탈리아·터키 등에서 이 형태를 취하고 있다.
2. 공영전력사업(公營電力事業) ― 전력산업의 경영주체가 지방자치단체나 공공단체인 경우로서, 미국의 TVA가 그 대표적인 예이다.
3. 사영전력사업(私營電力事業) ― 전력산업의 경영 주체가 개인인 경우로서, 대개 주식회사의 형태를 취하고 있는데, 미국과 일본의 전력사업들이 원칙적으로 사영전력사업에 의하여 운영되고 있다.

## 특성

### 기술적 특성
전력은 저장이 불가능한 기술적 속성으로 인하여 생산, 즉 발전과 동시에 즉각적으로 수요처에 공급되지 않는 경우에는 손실로 되어 없어진다. 그러므로 전력사업자는 언제 어디서 발생될지 모르는 첨두수요(尖頭需要：peak demand)에 대비하는 설비를 사업적으로 갖추고 있어야 할 뿐 아니라, 전력을 수요처에 배분할 수 있도록 전력유통경로, 즉 유통시설(power system)이 필요하게 되므로 일반제조기업과는 달리 생산설비 이외에 유통시설(송전선 및 배전선)이라는 추가적 설비가 필요하다. 이와 같은 기술적 특성이 다음의 제 특성을 갖게 한다. 전력이 발생과 동시에 공급되어야 하는 것을 동시성 또는 즉시성이라고 하며, 이는 절전이 보이지도 않고, 만질 수 없고, 냄새도 없어서 저장이 불가능하기 때문에 일어나는 특성이라 할 수 있다.

### 경제적 특성
전력은 국민생활에 필수불가결한 생활필수품으로서의 소비재이며, 산업활동의 동력원(動力源)인 에너지, 즉 생산재이기 때문에 공익 및 기간산업의 특성을 지니고 있다. 이 특성으로 인하여 전력사업자는 '양질(良質)의 풍부한 전력을 저렴하게 공급할 책임'이 주어진다.  이와 같은 관점에서 전기사업에 자연적 독점(natural monopoly)을 부여, 부당한 경쟁으로 인한 원가상승요인을 배제시키고, 또한 소비자보호가 적극적으로 달성되도록 전기사업법에서는 전기요금 기타 공급조건에 관한 결정·변경에 대해 산업자원부 장관의 인가·변경조치권을 규정하고 있고, '물가안정 및 공정거래에 관한 법률'에서는 전기요금을 공공요금으로 정하여 그 결정은 주무부 장관이 국무회의의 심의를 거쳐 대통령의 승인을 얻도록 규정하고 있다.

### 경영상의 특성
전력산업은 발전설비 이외에 송전 및 배전설비를 갖추어야 하므로 전형적인 설비산업의 특성을 가지며, 이 특성으로 인하여 원가구성면에서 고정비(固定費)의 비중이 80% 전후의 특징을 나타내는 반면, 수익에 비하여 고정설비투자가 많아서 자본회전율(資本回轉率)이 0.2∼0.25% 정도 낮은 것이 경영상의 특징이다.   그러나 이와 같은 경영상 불리한 요인과는 달리 전력수요는 소위 자연적 성장의 이점이 있어 수익은 타산업에 비해서 비교적 안정적이며, 이것으로 경영상 불리한 요인이 다소 보상(補償)된다.

## 나라별 현황

### 프랑스
전력산업은 1946년 공영의 경우를 제외하고 모두 국유화되어, 프랑스전력회사(EDF)가 설립되었다. 전력사업체로서는 EDF 중에 로스 회사와 공사혼합영(公私混合營)의 공영전기사업자도 있으나, 어느 것이나 소규모이다. 1971년 현재 EDF는 사업자 발전설비의 93%, 사업자발전전력량의 90%를 점하고 있다.

### 캐나다
전력사업은 대부분 도매공급을 주로 하는 주영(州營) 사업소와 배전사무를 주로 하는 시·읍영 사업체에 의하여 운영되고 있는데, 그 중 발송배전을 일관 경영하는 사영사업자가 1967년 현재 사업자 발전설비의 14%, 사업자 발전전력량의 12%를 점하고 있다.

### 이탈리아
이탈리아의 전기사업은 1962년 대부분 국유화되어 이탈리아 전력회사(ENEL)가 발족했다. 그후 나머지 사업자도 점차 국유화되어 그 자산이 ENEL에 이관되었고, 1969년의 ENEL 전기 사업자회계에 점하는 비율은 발전설비 및 전력량이 모두 90%이다.

### 독일
독일의 전력사업자수는 약 1,400개이며, 기업형태상으로 순수한 사유(私有) 사영기업은 거의 없고, 대부분 공사혼영(公私混泳)이다. 이중 자가발전으로서 사업자 공급망에 전력을 공급하는 겸업사업자가 다수 있다.

### 일본
일본전기사업의 주체는 지역별로 전력공급을 담당하는 일관 경영시스템의 민간 9개 전력회사, 수력· 원자력 등 전력회사가 감당하기 어려운 전원을 개발하는 전원개발회사 및 원자력개발회사가 있다.

### 스웨덴
스웨덴의 전력사업은 국영 동력국·시읍영·사영의 형태로 운영되고 있으며, 동력국은 전원개발로부터 배전에 이르기까지 담당하는 일관 경영체제로 되어 있다.

## 같이 보기
- 교류 전력
- 새뮤얼 인설